# Хадда, Абдельжалиль
Абдельжалиль Хадда (араб. عبدالجليل حدّا‎; род. 23 марта 1972, Мекнес, Марокко), также известный как Каматчо, — марокканский футболист, игравший на позиции нападающего.

## Клубная карьера
Хадда родился в марокканском городе Мекнес и профессиональную карьеру начал в местном футбольном клубе. В 1996 году перешёл в аравийский «Аль-Иттихад», проведя сезон в котором заключил контракт с тунисским «Клуб Африкэн». В 1998 году заключил контракт с хихонским «Спортингом», однако после первого сезона потерял место в основном составе и был отдан в аренду в японский клуб «Иокогама Ф. Маринос». В 2001 году покинул «Спортинг» и перешёл в «Клуб Африкэн», проведя один сезон в котором вернулся на родину и завершил карьеру в возрасте 32 лет.

## Карьера в сборной
За сборную команду Марокко Хадда провёл 41 матч, забив при этом 19 раз. Он принял участие в финальном турнире Чемпионата мира 1998 года, где отличился дважды в трёх играх группового этапа. Также участвовал в Кубках африканских наций 1998, 2000 и 2002 годов.